# Mokokchung (district)
Mokokchung is een district van de Indiase staat Nagaland. Het district telt 227.230 inwoners (2001) en heeft een oppervlakte van 1615 km².
Dimapur · Kiphire · Kohima · Longleng · Mokokchung · Mon · Noklak · Peren · Phek · Tuensang · Wokha · Zunheboto